# Heinz Schachermayer
Heinz Schachermayer (* 5. Mai 1922 in Linz als Heinrich Schachermayer; † 6. Dezember 2007 ebenda) war ein österreichischer Unternehmer.

## Leben
Schachermayer maturierte 1940 in Linz. Nach dem Zweiten Weltkrieg wurde das 1838 gegründete Familienunternehmen peu à peu von ihm übernommen und später zusammen mit seinem Sohn Roland († 23. Februar 2011) und seinen Enkelsöhnen Gerd und Josef Schachermayer geleitet. Er war Ehrenmitglied der Volkswirtschaftlichen Gesellschaft Oberösterreichs. Im September 2002 erhielt er den Ehrenring der Landeshauptstadt Linz, außerdem empfing er das Große Ehrenzeichen für Verdienste um die Republik Österreich und wurde zum Kommerzialrat ernannt.
Die Schachermayer-Großhandelsgesellschaft hatte im Jahre 2006 etwa 2000 Mitarbeiter und einen Umsatz von 424 Millionen Euro. Sie ist im Großhandel für holz- und metallverarbeitende Betriebe aktiv.

## Nachweise
1. ↑  Elisabeth Schwarzl: Großhandelsunternehmer Roland Schachermayer ist tot. In: Portal regionews.at. 24. Februar 2011, abgerufen am 3. Juli 2023.
2. ↑  „Linz aktuell“, 23. September 2002